# Haruki Murakami
Pour les articles homonymes, voir Murakami.
Haruki Murakami (村上 春樹, Murakami Haruki, né à Kyoto le 12 janvier 1949) est un écrivain japonais contemporain. Auteur de romans à succès, mais aussi de nouvelles et d'essais, Murakami a reçu une douzaine de prix et autres distinctions. Traduit en cinquante langues et édité à des millions d'exemplaires, il est un des auteurs japonais contemporains les plus lus au monde.
Murakami est également reconnu au Japon comme traducteur de l'anglais en japonais (des romans d'une vingtaine d'auteurs de genres divers, dont tout Raymond Carver, mais aussi de F. Scott Fitzgerald, John Irving, Ursula K. Le Guin, et J. D. Salinger), et comme journaliste-essayiste (sur les voyages en Europe, le jazz, la course de fond, mais aussi deux désastres japonais : le séisme de Kobe et l'attentat chimique de Tokyo de 1995).
Revendiquant des influences allant de Raymond Chandler à Kurt Vonnegut en passant par Richard Brautigan et Franz Kafka, Murakami est rapproché de la littérature postmoderne. Ses récits sont appréciés pour leur forme de réalisme magique qui voit la quête picaresque se teinter de romantisme ou de surréalisme, et l'enquête policière flirter avec le fantastique ou la science-fiction ; y affleurent la poésie et l'humour, malgré la dimension mélancolique de leurs narrateurs qui évoquent obliquement des thèmes existentiels tels que la solitude, l'incommunicabilité et l'aliénation au sein de la postmodernité des sociétés capitalistes.

## Biographie
Fils d'un enseignant de littérature japonaise au collège, Haruki Murakami passe son enfance avec ses livres (« J'étais un enfant unique, solitaire, inquiet. Je passais mes journées enfermé, avec mes chats et mes livres. […] j'ai tout de suite senti que la fiction était plus belle que la vie. », et ses chats (« Je suis enfant unique et j'avais des conversations avec les chats que nous avions à la maison »). Adulte, il opte pour les arts théâtraux et souhaite devenir scénariste de cinéma.
Après ses études à l'université Waseda, où il séjourne au dortoir Wakeijuku, il est pendant huit ans (de 1974 à 1981) responsable d'un bar de jazz, le Peter Cat, dans le quartier de Kokubunji à Tokyo (des anecdotes de ces années seront évoquées plus tard dans ses deux recueils d'essais-souvenirs Portrait en jazz, 1997 et 2001). Comme en témoigne l'animal éponyme de son bar, Murakami reste un passionné des chats, et l'on remarque la présence récurrente de cet animal dans sa littérature.
Ses expériences d'étudiant et de travail nourrissent son premier roman, le réaliste Écoute le chant du vent, publié au Japon en 1979, et pour lequel il reçoit le prix Gunzō. Depuis, Murakami préfère alterner son écriture entre l'« épreuve » des romans et la « joie » des nouvelles, les secondes étant « une sorte de laboratoire » nourrissant les premiers.
Sa renommée établie après plusieurs romans primés, sa femme et lui partent vivre à l'étranger : d'abord au sud de l'Europe (Italie et Grèce), ce qui lui inspire le recueil de voyage Uten enten (1990, « Ciels de pluie, ciels de feu ») ; puis aux États-Unis, où de 1993 à 1995 il enseigne la littérature japonaise comme professeur invité (visiting professor) dans plusieurs universités : à Princeton (où Scott Fitzgerald, que Murakami traduira, fut jadis étudiant), Harvard, et Tufts.
En 1995, il revient vivre au Japon, marqué par le séisme de Kobe et l'attentat au sarin dans le métro de Tokyo de la secte Aum Shinrikyō. Ces tragédies inspirent le double livre d'enquête Underground (1997-1998), puis le recueil de nouvelles Après le tremblement de terre (2000).
Haruki Murakami est également traducteur en japonais de plusieurs écrivains anglo-saxons (parmi lesquels Scott Fitzgerald, John Irving, ou encore Raymond Carver à propos duquel il déclare, à sa mort survenue en 1987 : « Raymond Carver a été sans le moindre doute, le professeur le plus important de mon existence ainsi que mon plus grand ami en littérature »[réf. nécessaire]). Murakami est aussi un grand amateur de jazz auquel de nombreuses références sont faites dans ses romans.
Ses romans et nouvelles sont fréquemment teintés de fantastique, ancrés dans une quotidienneté qui va subtilement sortir des rails de la normalité. Ayant apprécié beaucoup de fiction européenne et anglo-saxonne dans sa jeunesse, puis vécu dans le sud de l'Europe et aux États-Unis, des influences occidentales sont perceptibles dans ses œuvres. Cela fait de lui un écrivain plus international avec des références à la culture populaire mondiale, tout en conservant un vécu japonais contemporain à ses personnages[réf. nécessaire].
Murakami a expliqué que c'est en regardant un match de baseball (sport très populaire au Japon) qu'il a eu l'idée d'écrire son premier roman, Écoute le chant du vent (1979), qui ouvre un cycle de romans indépendants baptisé par la critique « La trilogie du Rat » (du surnom du meilleur ami du narrateur) avant que Murakami n'y ajoute un quatrième et dernier livre[réf. nécessaire].
Les ouvrages de Murakami relèvent d'une forme de surréalisme qui, en se fondant sur une mélancolique banalité quotidienne, arrivent à former des récits originaux par cette idée du lien qui relie, dans la pensée du bouddhisme ou du shintoïsme, les événements et les êtres : une action provoque même de façon lointaine et indirecte une réaction immédiate, dans la réalité ou ailleurs, dans un autre monde que rend Murakami[réf. nécessaire].
Au fil de ses romans, on retrouve des personnages étonnants tels que « l'homme-mouton » ou un avatar du colonel Sanders. L'âme humaine y est décortiquée de façon que le lecteur soit emporté pour un voyage en lui-même, mais dans un cadre parfois déroutant[réf. nécessaire].
La mélancolie des narrateurs de Murakami et leurs analyses sociales en demi-teinte rappellent parfois des auteurs nippons comme Natsume Sōseki. On y retrouve les pensées d'êtres à la recherche de leur identité et abordant l'existence avec un certain malaise[réf. nécessaire].
Murakami a aussi une passion pour la course à pied, en particulier le marathon. Il explique : « En fait, je ne suis pas quelqu'un de très physique. Et je ne fais pas non plus du sport parce que c'est sain. En réalité, c'est davantage un mécanisme métaphysique. Je veux pouvoir échapper au corps. » Il a couru un seul 100 km et a publié en 2007 un essai autobiographique sur le sujet, traduit sous le titre Autoportrait de l'auteur en coureur de fond (titre littéral : « Ce dont je parle quand je parle de courir » ou « Ce que j'entends par courir »).
Après le succès international de 1Q84 en 2009 et 2010 (2011 et 2012 en français, plus la réédition des Chroniques de l'oiseau à ressort aux éditions Belfond), son nouveau roman L'Incolore Tsukuru Tazaki et ses années de pèlerinage est sorti en avril 2013 au Japon (septembre 2014 en français), où il est devenu numéro un des ventes de livres de l'année avec un million d'exemplaires vendus. En 2014, son nouveau recueil de nouvelles Onna no inai otokotachi (« Les hommes qui n'ont pas de femme » ou « Hommes sans femmes ») est sorti au Japon le 18 avril à minuit.
Le 24 février 2017 à minuit, son livre Le Meurtre du Commandeur (Kishidancho Goroshi (騎士団長殺し)) sort au Japon en deux volumes intitulés Une idée apparaît et La métaphore se déplace. Ce roman est décrit par Haruki Murakami comme étant « plus long que Kafka sur le rivage, plus court que 1Q84, une histoire très étrange ».

## Regards sur l'œuvre

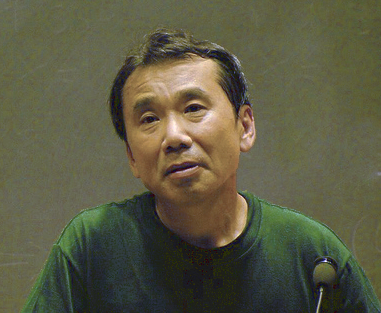
Murakami parlant de son œuvre en 2005 lors d'une conférence au Massachusetts Institute of Technology.

### Thèmes

#### L'étrange
Les écrits de Murakami sont volontiers rattachés au réalisme magique, voire au fantastique ou à la science-fiction, mettant en scène l'entrée de l'étrange ou de l'irrationnel dans une vie sans relief (bien que sans perturber outre mesure le protagoniste). Deux points culminants de cette vision sont ses romans La Fin des temps (1985, où l'action alterne entre un Tokyo cyberpunk et une cité kafkaïenne) et 1Q84 (2009-2010, où l'action passe de la réalité de l'année 1984 au monde parallèle de l'année « 1Q84 » où brillent deux lunes).
Et bien que l'autre moitié de ses romans (ainsi que de nombreuses nouvelles) soit de nature réaliste, ils comportent eux aussi cette part d'insolite murakamien ; comme l'expliquait l'auteur en 1997 : « J'écris des histoires étranges. Je ne sais pas pourquoi j'aime autant l'étrangeté. Moi-même, je suis une personne très réaliste. Je ne crois pas du tout au New Age, ni à la réincarnation, aux rêves, aux tarots, aux horoscopes. […] Je suis très réaliste. Mais quand j'écris, j'écris de l'étrange. » Et encore en 2006 : « Maintenant que j'y pense, cela dit, tout ce que j'écris s'avère être, peu ou prou, une histoire bizarre. »

#### Le détachement
L'attitude prévalente chez les protagonistes de Murakami est un certain détachement, une indolence faite moins de passivité ou de résignation que de désenchantement ou de désillusion : une sorte de fatalisme zen. Même l'irruption d'éléments paranormaux est prise avec flegme (une réaction typique des protagonistes étant d'ailleurs l'interjection « Allons bon » en forme de constat). Les personnages sont également détachés familialement (les parents sont distants ou absents), socialement (ils sont étudiants ou exercent une profession libérale — publicitaire, journaliste, informaticien…), et culturellement (ils se réfèrent surtout à la culture populaire non japonaise, boivent du whisky plutôt que du saké, etc.). Ces absences sont renforcées par le fait que dans les premiers romans et nouvelles, les personnages n'ont pas de nom (la plupart sont désignés par surnom ou périphrase) ; de même, peu de lieux sont indiqués (ou encore par périphrase, comme « notre ville natale »), ou sont génériques (comme Tokyo ou le quartier de Shibuya). Tout cela s'accompagne de diverses formes de décentrement, solitude, aliénation des personnages, mais sans nihilisme, et ce flottement prend au pied de la lettre l'expression « le monde flottant » de l'ukiyo.

#### La musique
Les œuvres musicales ont une très grande place dans l'œuvre de Murakami. L'auteur était lui-même un passionné de jazz et tenait un club dans Tokyo, dont il parle dans Underground et dans Autoportrait de l'auteur en coureur de fond. Dans ce dernier ouvrage, il évoque également sa collection de disques et son goût pour le rock. Dans 1Q84, l'entrée dans la réalité déformée se fait au son de la Sinfonietta de Leoš Janáček, qui revient tout au long du roman. Dans L'Incolore Tsukuru Tazaki et ses années de pèlerinage, la pièce « Le mal du pays » de l'œuvre pour piano Années de pèlerinage de Franz Liszt fait l'objet d'un chapitre. Dans son dernier roman, La cité aux murs incertains, le narrateur s'intéresse aux compositeurs russes du XIXème et plus précisément au Groupe des Cinq.

#### La lecture
Une grande partie des personnages de Murakami, sans pour autant être des liseurs, alimentent leurs réflexions d'œuvres qu'ils ont lues ou sont en train de lire, ce qui permet une mise en abyme de la construction romanesque. Ainsi, dans la nouvelle Sommeil, l'héroïne lit Anna Karénine de Léon Tolstoï pendant ses insomnies. Dans 1Q84, Aomamé réfléchit sur Tchekhov et le rôle de l'objet, puis lit À la recherche du temps perdu de Marcel Proust à partir de Livre 2, ce qui l'amène à réfléchir sur le temps. Dans Les Amants du Spoutnik, Sumire est passionnée par Kerouac et le narrateur lit Conrad dans l'avion. Dans  cité aux murs incertains la bibliothèque est au coeur du récit dans les deux univers où se déroule le récit, et le livre tient une place prépondérante dans la vie de l'un de ses étranges personnages.

#### L'orientation sexuelle
Plusieurs personnages questionnent l'orientation sexuelle : Aomamé dans 1Q84 qui se définit clairement comme hétérosexuelle (son amour pour Tengo, qu'elle n'a pas revu depuis l'école primaire, est le fil rouge des trois tomes) tout en se souvenant, à un moment crucial de l'intrigue (lorsqu'elle descend l'escalier mystérieux sur l'autoroute, escalier qui la fait passer de 1984 à 1Q84 ; premier tome, pages 59 à 62), d'une aventure avec une autre jeune fille, ou Sumire, la jeune héroïne du roman Les Amants du Spoutnik, qui tombe amoureuse d'une femme plus âgée qu'elle, Miu.

### Réception
Le Monde qualifie sa langue de limpide et suggestive, qui met l'amitié au cœur de ses romans et qui, derrière sa fausse simplicité, présente une architecture narrative complexe.
Le Monde encore, à propos de son dernier roman La cité aux murs incertains, le qualifie de  "grande œuvre de la maturité" où les ombres jouent un rôle crucial. A propos de ce même roman, Libre.be n'hésite pas à annoncer: "Le grand retour du maître Murakami pour un roman éblouissant, dans la lignée de ses grandes oeuvres".

## Œuvres
Murakami divise son œuvre en six catégories : les romans longs ; les romans courts ; les nouvelles ; les traductions ; les essais ; les enquêtes (les ouvrages non traduits sont indiqués avec un titre littéral entre crochets. Les titres originaux sont romanisés en méthode Hepburn et donnés sous la forme « romaji (kanji) » ; ceux en anglais transcrit dans le texte sont donnés sous la forme « anglais / romaji (katakana) »).

### Romans
En français, les ouvrages de Murakami ont d'abord été traduits aux Éditions du Seuil (de 1990 à 2001), puis chez Belfond (depuis 2002). Les ouvrages primés sont indiqués en colonne « P » par un astérisque (qui renvoie en section Distinctions).
| Titre en français                                     | Titre d'origine | Année d'origine | Année en français | P |
| ----------------------------------------------------- | --- | --------------- | ----------------- | - |
| Écoute le chant du vent                               | Kaze no uta o kike (風の歌を聴け)                                                                                                  | 1979            | 2016              | * |
| Flipper, 1973                                         | Sen-kyū-hyaku-nana-jū-san-nen no pinbōru (1973年のピンボール)                                                                      | 1980            | 2016              |   |
| La Course au mouton sauvage                           | Hitsuji o meguru bōken (羊をめぐる冒険)                                                                                            | 1982            | 1990              | * |
| La Fin des temps                                      | Sekai no owari & Hard-boiled Wonderland / Sekai no owari to Hādo-boirudo Wandārando (世界の終わりとハードボイルド・ワンダーランド) | 1985            | 1992              | * |
| La Ballade de l'impossible                            | Noruwei no mori (ノルウェイの森)                                                                                                   | 1987            | 1994              |   |
| Danse, danse, danse                                   | Dance dance dance / Dansu dansu dansu (ダンス・ダンス・ダンス)                                                                     | 1988            | 1995              |   |
| Au sud de la frontière, à l'ouest du soleil           | Kokkyō no minami, taiyō no nishi (国境の南、太陽の西)                                                                              | 1992            | 2002              |   |
| Chroniques de l'oiseau à ressort                      | Nejimaki-dori kuronikuru (ねじまき鳥クロニクル)                                                                                    | 1994-1995       | 2001              | * |
| Les Amants du Spoutnik                                | Supūtoniku no koibito (スプートニクの恋人)                                                                                         | 1999            | 2003              |   |
| Kafka sur le rivage                                   | Umibe no Kafuka (海辺のカフカ) | 2002            | 2006              | * |
| Le Passage de la nuit                                 | After dark / Afutā dāku (アフターダーク)                                                                                           | 2004            | 2007              |   |
| 1Q84 (3 tomes)                                        | Ichi-kyū-hachi-yon (いちきゅうはちよん)                                                                                            | 2009-2010       | 2011-2012         |   |
| L'Incolore Tsukuru Tazaki et ses années de pèlerinage | Shikisai o motanai Tazaki Tsukuru to, kare no junrei no toshi (色彩を持たない多崎つくると、彼の巡礼の年)                           | 2013            | 2014              |   |
| Le Meurtre du Commandeur (2 tomes)                    | Kishidancho Goroshi (騎士団長殺し)                                                                                                 | 2017            | 2018              |   |
| La Cité aux murs incertains (ja)                      | Machi to sono futashika na kabe (街とその不確かな壁)                                                                               | 2023            | 2025              |   |

### Nouvelles
Les nouvelles de Haruki Murakami ont paru au Japon en quatre vagues :
1. à partir de 1980, elles sont publiées dans diverses revues et magazines ;
2. à partir de 1983, elles sont également rassemblées, parfois remaniées ou retitrées, au fil de divers recueils ;
3. à partir de 1990-1991, elles sont reprises dans les intégrales de ses Œuvres complètes, quinze volumes couvrant 1979-2000 actuellement en 2014 ;
4. à partir de 1993, elles sont en partie reprises dans deux compilations internationales, dont les titres et sommaires ont généralement été repris en français.

#### Recueils en français
Les compilations et recueils traduits contiennent environ la moitié de ce qui existe au Japon :
- L'éléphant s'évapore[NB 8] (1998, Seuil ; 2008, Belfond) – 17 nouvelles (1980-1991)
- Après le tremblement de terre (2002, 10/18) – 6 nouvelles (1999-2000)
- Saules aveugles, femme endormie[NB 9] (V.O.) – 24[NB 10] nouvelles (1980-2005)
  - (V.F.) Tony Takitani (2006, Belfond) – 1[NB 10] nouvelle (1990)
  - (V.F.) Saules aveugles, femme endormie (2008, Belfond) – 23[NB 10] nouvelles (1980-2005), traduction Hélène Morita; repris en poche 10/18.

- Les Attaques de la boulangerie (2012, Belfond) - 2 nouvelles (une inédite et une nouvelle tirée de L'Éléphant s'évapore)
- L'Étrange bibliothèque (2015, Belfond, ill. Kat Menschik) - 1 nouvelle
- Des hommes sans femmes (2017, Belfond) - 7 nouvelles datées de 2014
- Première personne du singulier (2022, Belfond) - 8 nouvelles

Les titres suivants ne sont pas des inédits mais des tirages limités de certaines nouvelles :
- Sommeil (2010, Belfond, ill. Kat Menschik) – 1 nouvelle tirée de L'Éléphant s'évapore
- Birthday girl (2017, Belfond, ill. Kat Menschik) - 1 nouvelle tirée de Saules aveugles, femme endormie (Le jour de ses vingt ans)

#### Recueils originaux
Les principaux recueils (en omettant les recompilations sans inédits) au Japon :
- 1983 : Chūgoku-yuki no surō bōto [Un cargo pour la Chine] – 7 nouvelles, dont 5 traduites (3 dans L'éléphant, 2 dans Saules)
- 1983 : Kangarū biyori [Le Bon Jour pour les kangourous] – 18 nouvelles, dont 7 traduites (2 dans L'éléphant, 5 dans Saules)
- 1984 : Hotaru, Naya o yaku, sonota no tanpen [La Luciole, les Granges brûlées, et autres récits] – 7[NB 12] nouvelles, dont 3 traduites (2 dans L'éléphant, 1 dans Saules) et 1 ultérieurement réécrite et traduite[NB 13]
- 1985 : Kaiten mokuba no deddo hīto [Course acharnée sur carrousel][20] – 8 nouvelles, dont 4 traduites (1 dans L'éléphant, 3 dans Saules)
- 1986 : Pan'ya saishūgeki [La Seconde Attaque de boulangerie] – 6 nouvelles, dont 5 traduites (dans L'éléphant)
- 1990 : TV pīpuru [TV People] – 6 nouvelles, dont 4 traduites (2 dans L'éléphant, 2 dans Saules)
- 1991 : Zen sakuhin 1979-1989, 8 : Tanpenshū III [Œuvres complètes 1979-1989, vol. 8 : Nouvelles III] – compilation avec 1 nouvelle inédite, traduite (dans Saules)
- 1996 : Rekishinton no yūrei [Les Fantômes de Lexington] – 7 nouvelles, dont 6 traduites (2 dans L'éléphant, 4 dans Saules)
- 2000 : Kami no kodomotachi wa mina odoru [Tous les enfants de Dieu savent danser] – 6 nouvelles (1999-2000), traduites (dans Après le tremblement de terre)
- 2002 : Bāsudei sutōrīzu [Birthday stories : Histoires d'anniversaires] – anthologie avec 1 nouvelle inédite, traduite (dans Saules)
- 2005 : Tōkyō kitanshū [Les Mystères de Tōkyō] – 5 nouvelles (2005), traduites (dans Saules)
- 2014 : Onna no inai otokotachi [Les hommes qui n'ont pas de femme][21],[7],[22] – 6 nouvelles (2013-2014), traduites (dans Des hommes sans femmes)

Avec en marge :
- 1983 : Zōkōjō no happī endo [Happy end pour la manufacture d'éléphants] – 10 essais plus 4 textes expérimentaux[NB 14] ou micronouvelles, non traduits
- 1995 : Yoru no kumozaru [Les Singes-araignées de la nuit] (2 vol.) – 36 (15 et 21) micronouvelles publicitaires ou pour enfants, non traduites

Il y a donc dans les recueils ci-dessus 72 nouvelles différentes (dont 47 traduites en français), plus en marge 40 micronouvelles (dont aucune traduite), sans exhaustivité (il manque une douzaine de nouvelles en magazines non reprises en recueils ou intégrales), et en ne comptant qu'une seule fois les nouvelles réécrites ou découpées.

#### Chronologie des nouvelles
Les nouvelles non traduites ne sont pas listées. La colonne « Dans » indique les initiales du recueil où la nouvelle est reprise en français : ATT (Après le tremblement de terre), ESE (L'éléphant s'évapore), SAFE (Saules aveugles, femme endormie), TT (Tony Takitani).
| Année | Titre d'origine | Titre en français | Dans |
| ----- | --- | --- | ---- |
| 1980  | Chūgoku-yuki no slow boat / Chūgoku-yuki no surō bōto (中国行きのスロウ・ボート) | Un cargo pour la Chine | ESE  |
| 1980  | Binbō na obasan no hanashi (貧乏な叔母さんの話) | L'Histoire d'une tante pauvre                                                                                                 | SAFE |
| 1981  | Nyū Yōku tankō no higeki (ニューヨーク炭鉱の悲劇) [1990] | La Tragédie de la mine de New York                                                                                            | SAFE |
| 1981  | Supagetī no toshi ni (スパゲティーの年に) | L'Année des spaghettis | SAFE |
| 1981  | Shigatsu no aru hareta asa ni 100-paasento no onna no ko ni deau koto ni tsuite (四月のある晴れた朝に100パーセントの女の子に出会うことについて)                                              | À propos de ma rencontre avec la fille cent pour cent parfaite par un beau matin d'avril                                      | ESE  |
| 1981  | Kaitsuburi (かいつぶり) | Le Petit Grèbe | SAFE |
| 1981  | Kangarū biyori (カンガルー日和) | Le Bon Jour pour les kangourous                                                                                               | SAFE |
| 1981  | Kangarū tsūshin (カンガルー通信) | Le Communiqué du kangourou | ESE  |
| 1982  | Gogo no saigo no shibafu (午後の最後の芝生) | La Dernière Pelouse de l'après-midi                                                                                           | ESE  |
| 1983  | Kagami (鏡) | Le Miroir | SAFE |
| 1983  | Tongari-yaki no seisui (とんがり焼の盛衰) | Les Vicissitudes des piqu'crocks                                                                                              | SAFE |
| 1983  | Hotaru (螢) | La Luciole | SAFE |
| 1983  | Naya o yaku (納屋を焼く) | Les Granges brûlées | ESE  |
| 1984  | (Yakyūjō (野球場) contenant) Kani (蟹) [2003] | Les Crabes | SAFE |
| 1984  | Ōto 1979 (嘔吐1979) | Nausée 1979 | SAFE |
| 1984  | Hunting knife / Hantingu naifu (ハンティング・ナイフ) | Le Couteau de chasse | SAFE |
| 1984  | Odoru kobito (踊る小人) | Le Nain qui danse | ESE  |
| 1985  | Lederhosen / Rēdāhōzen (レーダーホーゼン) | Les Lederhosen | ESE  |
| 1985  | Pan'ya saishūgeki (パン屋再襲撃) | La Seconde Attaque de boulangerie                                                                                             | ESE  |
| 1985  | Zō no shōmetsu (象の消滅) | L'éléphant s'évapore | ESE  |
| 1985  | Family affair / Famirī afea (ファミリー・アフェア) | Family Affair | ESE  |
| 1986  | Rōma-teikoku no hōkai・1881-nen no Indian hōki・Hittorā no Pōrando shinnyū・soshite kyōfū sekai (ローマ帝国の崩壊・一八八一年のインディアン蜂起・ヒットラーのポーランド侵入・そして強風世界) | La Chute de l'Empire romain, la révolte indienne de 1881, l'invasion de la Pologne par Hitler, et le monde des vents violents | ESE  |
| 1986  | Nejimaki-dori to kayōbi no onnatachi (ねじまき鳥と火曜日の女たち) | L'Oiseau à ressort et les femmes du mardi                                                                                     | ESE  |
| 1989  | Nemuri (眠り) | Sommeil | ESE  |
| 1989  | TV people / TV pīpuru (TVピープル) | TV People | ESE  |
| 1989  | Hikōki – Arui wa kare wa ika ni shite shi o yomu yō ni hitorigoto o itta ka (飛行機―あるいは彼はいかにして詩を読むようにひとりごとを言ったか) [1987]                                         | L'Avion ou Il se parlait à lui-même comme s'il lisait un poème                                                                | SAFE |
| 1989  | Warera no jidai no fōkuroa : kōdo shihonshugi zenshi (我らの時代のフォークロア―高度資本主義前史)                                                                                             | Un récit folklorique de notre temps : la préhistoire du capitalisme à son stade ultime                                        | SAFE |
| 1990  | Tonī Takitani (トニー滝谷) | Tony Takitani | TT   |
| 1991  | Chinmoku (沈黙) | Le Silence | ESE  |
| 1991  | Mado (窓) [1982] | La Fenêtre | ESE  |
| 1991  | Midori-iro no kemono (緑色の獣) | Le Monstre vert | ESE  |
| 1991  | Kōri otoko (氷男) | L'Homme de glace | SAFE |
| 1991  | Hito-kui neko (人喰い猫) | Les chats mangeurs de chair humaine                                                                                           | SAFE |
| 1995  | Mekurayanagi to, nemuru onna (めくらやなぎと、眠る女) [1983] | Saules aveugles, femme endormie                                                                                               | SAFE |
| 1996  | Nanabanme no otoko (七番目の男) | Le Septième Homme | SAFE |
| 1999  | UFO ga Kushiro ni oriru (UFOが釧路に降りる) | Un OVNI a atterri à Kushiro                                                                                                   | ATT  |
| 1999  | Airon no aru fūkei (アイロンのある風景) | Paysage avec fer | ATT  |
| 1999  | Kami no kodomotachi wa mina odoru (神の子どもたちはみな踊る) | Tous les enfants de Dieu savent danser                                                                                        | ATT  |
| 1999  | Thailand / Tairando (タイランド) | Thaïlande | ATT  |
| 1999  | Kaeru-kun, Tōkyō o sukuu (かえるくん、東京を救う) | Crapaudin sauve Tokyo | ATT  |
| 2000  | Hachimitsu pai (蜂蜜パイ) | Galette au miel | ATT  |
| 2002  | Birthday girl / Bāsudei gāru (バースデイ・ガール) | Le Jour de ses vingt ans (en)                                                                                                 | SAFE |
| 2005  | Gūzen no tabibito (偶然の旅人) | Hasard, hasard | SAFE |
| 2005  | Hanalei Bay / Hanarei Bei (ハナレイ・ベイ) | La Baie de Hanalei | SAFE |
| 2005  | Doko de are sore ga mitsukarisō na basho de (どこであれそれが見つかりそうな場所で) | Où le trouverai-je ? | SAFE |
| 2005  | Hibi idō suru jinzō no katachi o shita ishi (日々移動する腎臓のかたちをした石) | La Pierre-en-forme-de-rein qui se déplace chaque jour                                                                         | SAFE |
| 2005  | Shinagawa saru (品川猿) | Le Singe de Shinagawa | SAFE |

### Autres publications
Courte sélection parmi plus de quarante ouvrages. On regroupe ici deux des catégories de l'auteur :
- les essais : réflexions littéraires, musico-autobiographiques (Portrait en jazz) ou musicales (Sans sens, pas de swing), sportivo-autobiographiques (Autoportrait de l'auteur en coureur de fond), mais aussi artistiques, gastronomiques (essais sur le whisky ou la cuisine) ; livres d'entretiens ou de dialogues (Rien ne sert de courir avec Ryū Murakami), etc. ;
- les enquêtes : comptes-rendus de voyages (Ciels de pluie, ciels de feu, Une marche jusqu'à Kobé) ou documents biographiques (Underground).

| Titre en français                           | Titre d'origine | Année d' origine | Année en français |
| ------------------------------------------- | --- | ---------------- | ----------------- |
| Rien ne sert de courir                      | Walk, don't run / Wōku donto ran : Murakami Ryū vs Murakami Haruki (ウォーク・ドント・ラン : 村上龍 vs 村上春樹)       | 1981             | —                 |
| Ciels de pluie, ciels de feu                | Uten enten (en) (雨天炎天)                                                                                             | 1990             | —                 |
| Portrait en jazz                            | Portrait in jazz / Pōtoreito in jazu (ポ－トレイト・イン・ジャズ)                                                      | 1997             | —                 |
| Underground                                 | Underground / Andāguraundo (アンダーグラウンド)                                                                        | 1997             | 2013 (Belfond)    |
| Underground                                 | Yakusoku sareta basho de : Underground 2 / [Andāguraundo 2] (約束された場所で―underground 2, litt. « Au lieu promis ») | 1998             | 2013 (Belfond)    |
| Une marche jusqu'à Kobé                     | A walk to Kobe / Kōbe made aruku (神戸まで歩く)                                                                        | 1998             | 2016 (Jentayu)    |
| Portrait en jazz 2                          | Portrait in jazz 2 / Pōtoreito in jazu 2 (ポ－トレイト・イン・ジャズ 2)                                                | 2001             | —                 |
| Autoportrait de l'auteur en coureur de fond | Hashiru koto ni tsuite kataru toki ni boku no kataru koto (走ることについて語るときに僕の語ること)                     | 2007             | 2009 (Belfond)    |
| Sans sens, pas de swing                     | Imi ga nakereba suingu wa nai (意味がなければスイングはない)                                                           | 2008             | —                 |
| De la musique                               | Ozawa seiji-san to, ongaku ni tsuite hanashi o suru (小澤征爾さんと、音楽について話をする)                             | 2011             | 2018 (Belfond)    |
| Profession romancier                        | Shokugyō to shite no shōsetsuka (職業としての小説家)                                                                   | 2015             | 2019 (Belfond)    |
| T - Ma vie en T-shirts                      | Boku no aishita T-shatsutachi (僕の愛したTシャツたち)                                                                  | 2020             | 2022 (Belfond)    |
| Abandonner un chat                          | Neko o suteru chichioya ni tsuite kataru toki (猫を棄てるー父親について語るとき)                                       | 2019             | 2022 (Belfond)    |

### Traductions
Aux Editions 10/18 BELFOND
•	Après le Tremblement de Terre, no 3379
•	Au Sud de la Frontière, A l’Ouest du Soleil, no 3479
•	Les Amants du Spoutnik, no 3684
•	Kafka sur le Rivage, no 4048
•	Le Passage de la Nuit, no 4136
•	L’Eléphant s’évapore, no 4213
•	La Ballade de l’Impossible, no 4214
•	Saules Aveugles, Femme Endormie, no 4218
•	Autoportrait de l’Auteur en Coureur de Fond, no 4420
•	Sommeil, no 4493
•	1Q84, Livre 1, no 4604
•	1Q84, Livre 2, no 4605
•	1Q84, Livre 1, no 4606
•	Les Attaques de la Boulangerie, no 4771
•	Underground, no 4693
•	Chroniques de l’Oiseau à Ressort, no 4819
•	L’incolore Tsukuru Tazaki et Ses Années de Pèlerinage, no 4968
•	L’Etrange Bibliothèque, no 5134
•	Ecoute le Chant du Vent, no 5134
•	Des Hommes sans Femmes, no 5349
•	Birthday Girl, no 5394
•	Le Meurtre du Commandeur, Livre 1, no 5486
•	Le Meurtre du Commandeur, Livre 2, no 5487
•	De la Musique, no 5488
•	Profession Romancier, no 5587   (ISBN 978-2-264-07650-2)

## Adaptations

### Au cinéma
- 2004 : Tony Takitani (d'après la nouvelle éponyme), long-métrage réalisé par Jun Ichikawa
- 2008 : All God's Children Can Dance (d'après la nouvelle éponyme), long-métrage réalisé par Robert Logevall
- 2011 : La Ballade de l'impossible (d'après le roman éponyme), long-métrage réalisé par Trần Anh Hùng
- 2018 : Burning (d'après la nouvelle Les Granges brûlées, mais aussi de la nouvelle L'Incendiaire de William Faulkner), long métrage, réalisé par le sud-coréen Lee Chang-dong
- 2021 : Drive My Car (d'après la nouvelle éponyme), long métrage réalisé par Ryūsuke Hamaguchi
- 2023 : Saules aveugles, femme endormie (librement adapté de certaines nouvelles du recueil Saules aveugles, femme endormie), long métrage réalisé par Pierre Földes

### Au théâtre
- Après le tremblement de terre, d'après Galette au miel et Superfrog sauve Tokyo, adaptation de Frank Galati Mise en scène et scénographie Michaël Dusautroy, Collectif Quatre Ailes ; coproduction Théâtre d’Ivry Antoine Vitez, Théâtre des Quartiers d'Ivry - centre dramatique national du Val-de-Marne, 2018[30].

### Autres adaptations
- 2007 : Adaptation radiophonique de Kafka sur le rivage, traduction Corinne Atlan, adaptation Juliette Heymann, réalisation Marguerite Gateau[31]

- 2021 : Adaptation en bande-dessinée " Haruki Murakami Le septième homme et autres récits" de Deveney et PMGL

## Distinctions

### Prix
Prix pour des ouvrages individuels :
| Année | Distinction                                      | Pour                             |
| ----- | ------------------------------------------------ | -------------------------------- |
| 1979  | Prix Gunzō du premier roman                      | Écoute le chant du vent          |
| 1982  | Prix Noma des nouveaux auteurs                   | La Course au mouton sauvage      |
| 1985  | Prix Tanizaki [romans longs]                     | La Fin des temps                 |
| 1995  | Prix Yomiuri du meilleur roman                   | Chroniques de l'oiseau à ressort |
| 2006  | Prix World Fantasy du meilleur roman             | Kafka sur le rivage              |
| 2006  | Prix Frank O'Connor (en) [recueils de nouvelles] | Saules aveugles, femme endormie  |

(Par ailleurs, la version française du roman La Course au mouton sauvage a remporté le prix Noma de traduction littéraire (en) 1991 pour le travail de Patrick De Vos.)

### Récompenses
Récompenses pour l'ensemble de son œuvre :
| Année | Distinction                                                    |
| ----- | -------------------------------------------------------------- |
| 2006  | Prix Franz Kafka (de littérature)                              |
| 2007  | Docteur honoris causa de l'université de Liège                 |
| 2008  | Docteur honoris causa de l'université de Princeton             |
| 2009  | Prix Jérusalem (pour la liberté de l'individu dans la société) |
| 2009  | Ordre des Arts et des Lettres d'Espagne (en)                   |
| 2011  | Prix international de Catalogne                                |
| 2014  | Docteur honoris causa de l'université Tufts                    |
| 2014  | Prix littéraire du journal Die Welt                            |
| 2016  | Prix Hans Christian Andersen de littérature                    |
| 2022  | Prix mondial Cino-Del-Duca                                     |
| 2023  | Prix Princesse des Asturies de littérature,                    |

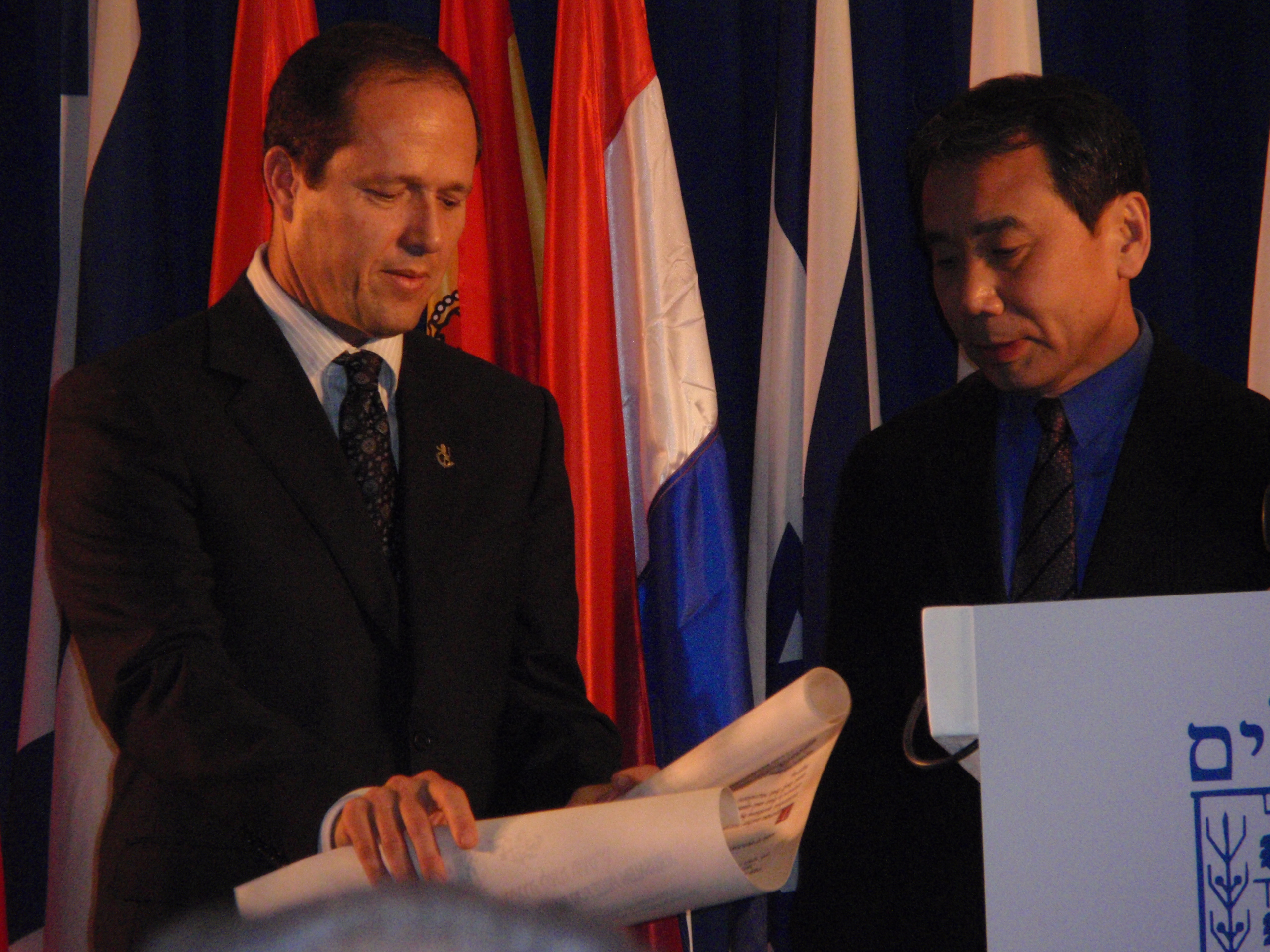
Murakami (à droite) en août 2009 lors de la réception de son prix Jérusalem.

Depuis 2006,,, la presse internationale le pressent régulièrement,,, comme possible lauréat du prix Nobel de littérature. (Bien qu'à un journaliste évoquant déjà le Nobel, Murakami répondait en 1999 : « Non, je ne veux pas de prix. Ça veut dire que vous êtes fini. »)